# حسين مامة (أختاتشي محالي)
حسين مامة (بالفارسية: حسین‌مامه) هي قرية تقع في إيران في أذربيجان الغربية. يقدر عدد سكانها بـ 625 نسمة بحسب إحصاء 2016.